# Impatiens ganpiuana
Impatiens ganpiuana är en balsaminväxtart som beskrevs av Joseph Dalton Hooker. Impatiens ganpiuana ingår i släktet balsaminer, och familjen balsaminväxter. Inga underarter finns listade i Catalogue of Life.